# Chloroclystis luciana
Chloroclystis luciana là một loài bướm đêm trong họ Geometridae.